# Dark Reign: Rise of the Shadowhand
Dark Reign: Rise of the Shadowhand — дополнение к игре Dark Reign: The Future of War. Дополнение включает в себя новые кампании, новые карты и новых юнитов, а также появляются две новые стороны: Xenites и Shadowhand, в результате чего общее число рас увеличивается до 4. Геймплей полностью повторяет геймплей Dark Reign: The Future of War.
Дополнение было выпущено 31 марта 1998 года.

## История
В Rise of the Shadowhand, история показывает увеличение безумства и деспотизма Империи, после появления Togran, в качестве третьей надежной фракции. Империя отправляет по всей галактике свою десятитысячную армию, для поиска и уничтожения Свободной Гвардии. Бежавшие в транспортный корабль «Освободитель», пытаются встретиться с силами Свободной Гвардии, в то время как на их флот охотится десятитысячная армия Империи. «Освободитель» серьёзно поврежден, но он делает отчаянный прыжок через тайные Временные ворота Империи и выходит на другой стороне планеты Найнева, где находятся секретная база расы Shadowhand, а также база расы Xenite. В то же время, силы Shadowhand тестируют расширенную программу под кодовым названием AI Осирис, которая была извлечена из объекта прототипа AI с Марса. Shadowhand однако не знали, что Осирис планировал уничтожить силы Shadowhand и взять на себя господство над галактикой …